# Turismo na Argentina

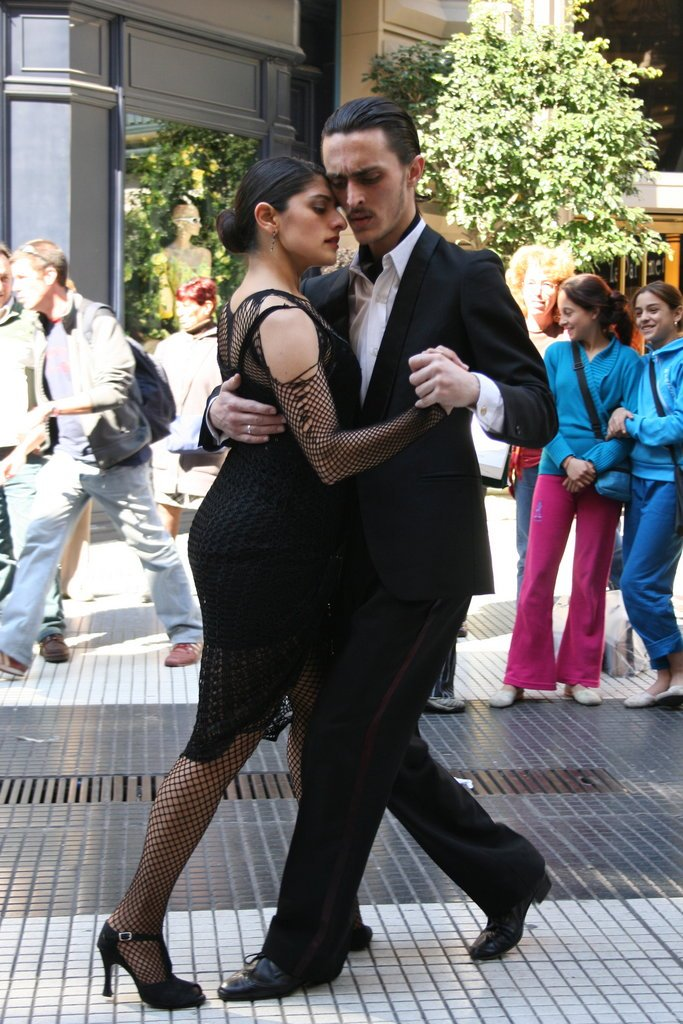
Casal dançarinos de Tango

O turismo na Argentina tem como principais características, a cultura na capital do país, a natureza no interior e ao sul. Em Buenos Aires destacam-se as inúmeras livrarias, cafés e ambientes requintados, além das tradicionais apresentações de Tango. País adentro, é notória a procura pela Cordilheira dos andes, o Noroeste argentino e as vinícolas à oeste, a Patagônia ao sul e as geleiras no extremo sul.
Como a Argentina é muito "atraente", graças as suas atrações naturais, ele é muito procurado por visitantes de vários outros estados.

## Galeria de imagens

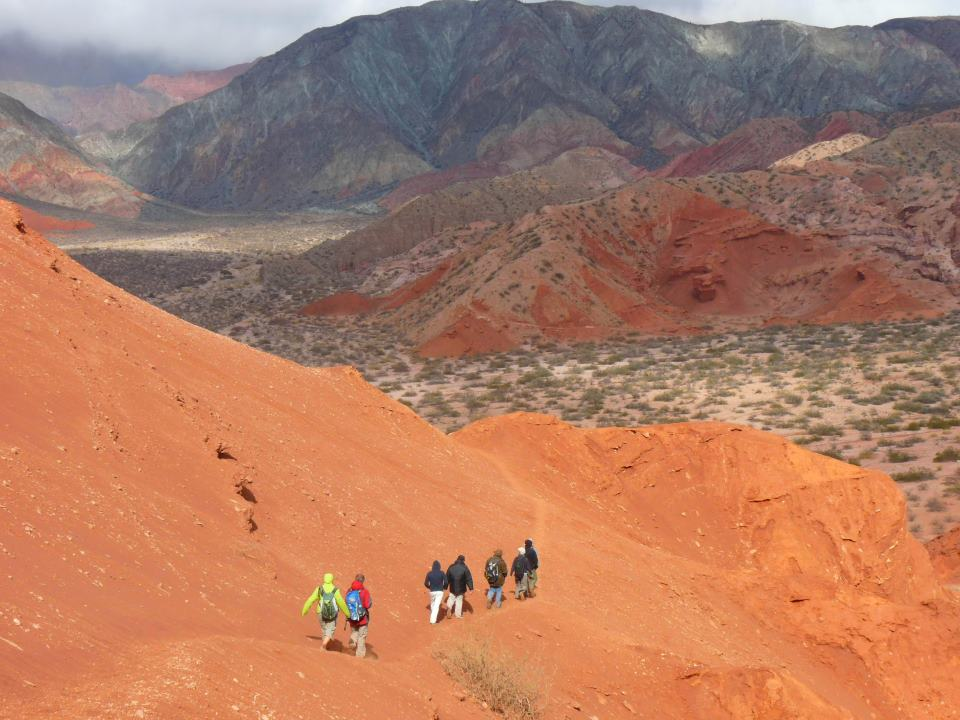
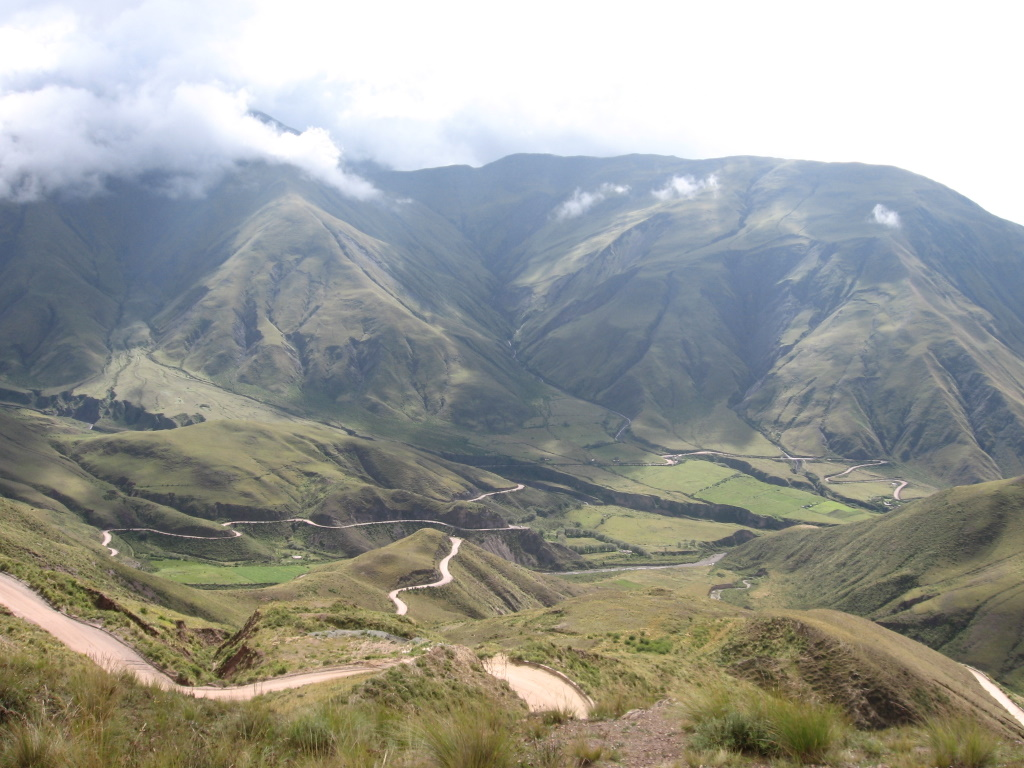
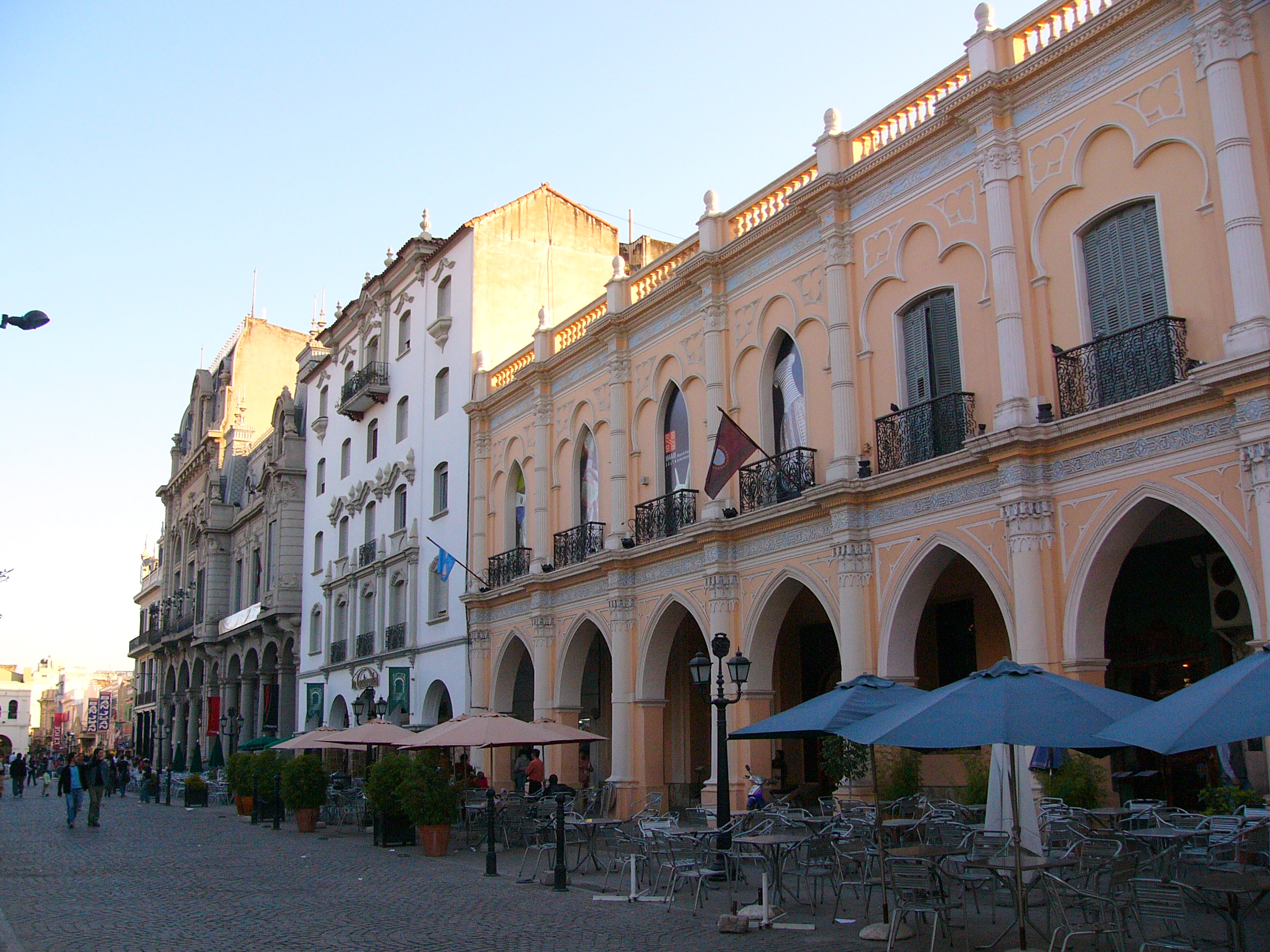
Salta
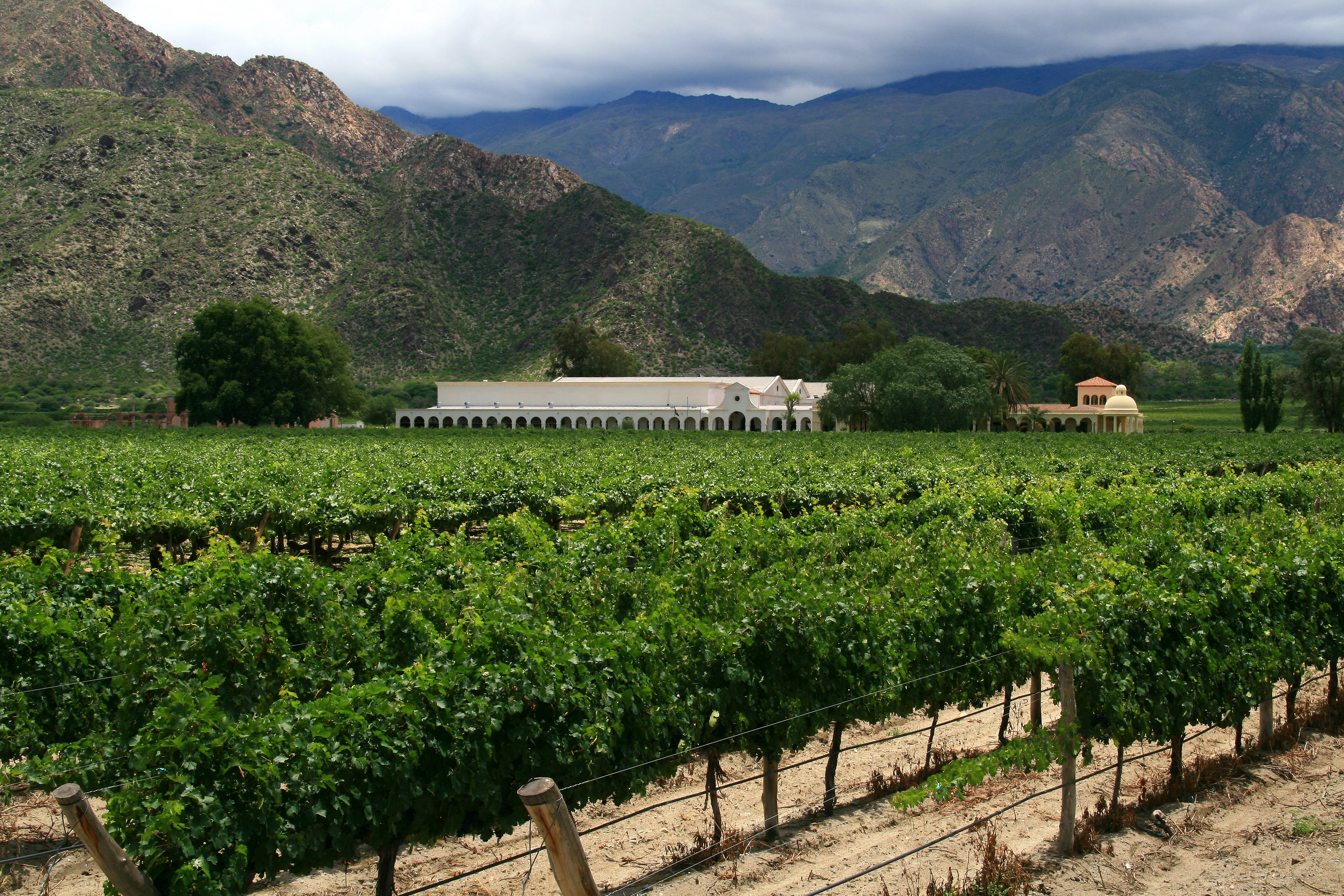
Cafayate
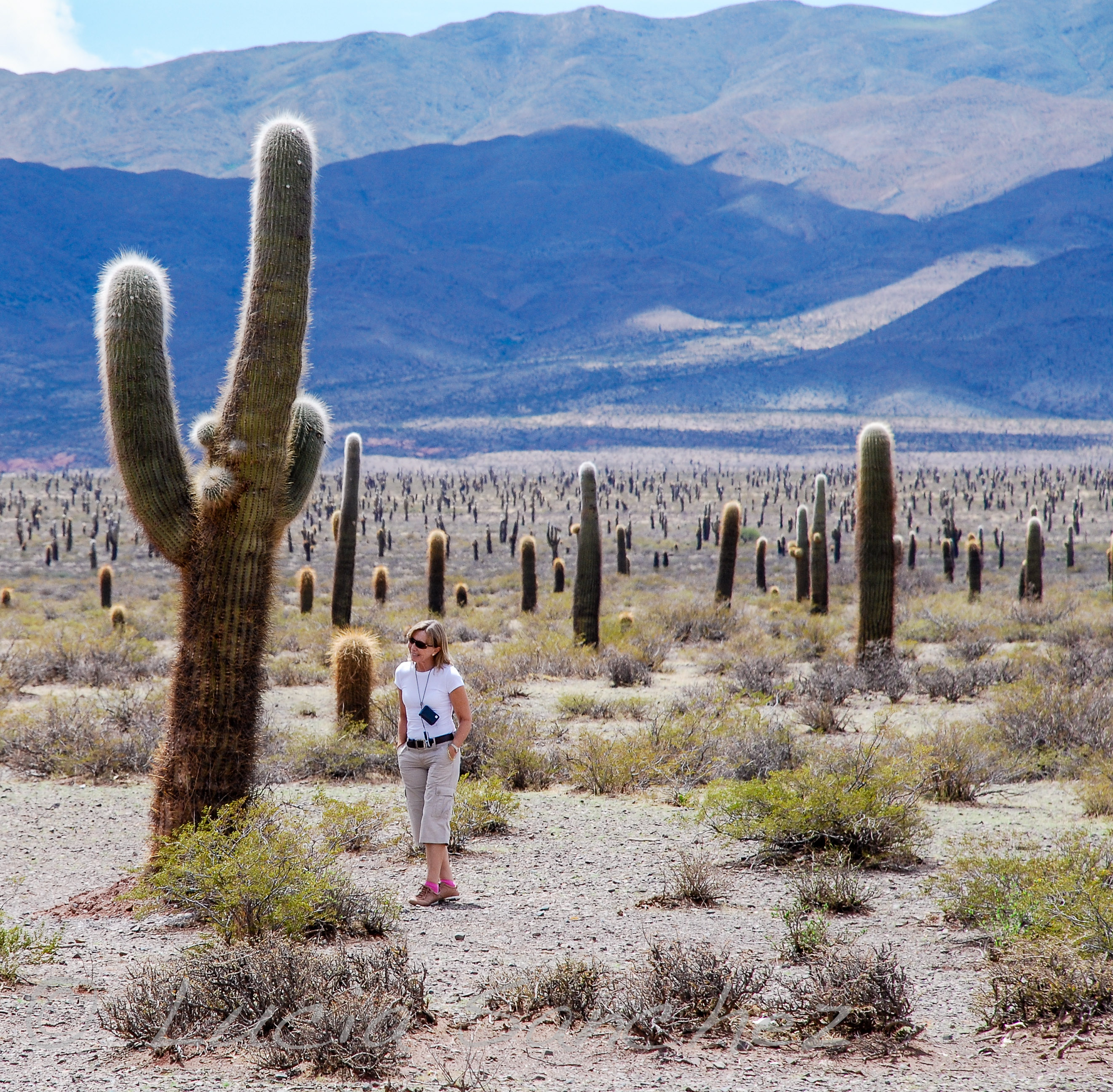